# Samaikya Andhra Samithi Party
Samaikya Andhra Samiti Party —literalment en català partit de l'associació per la unitat de l'Andhra— fou un partit polític de l'Índia a l'estat d'Andhra Pradesh, que va actuar cap a 2011-2013 defensant la unitat d'Andhra i oposant-se a la separació de Telengana. Després que la separació es va fer efectiva tot el camp dels partidaris de la unió es van reorganitzar i diversos partits van desaparèixer i en van sortir de nous com la Samaikyandhra Rastra Samithi (Associació de la Nació Unida Andhra), el Jay Samaikyandhra Party (Partit de la Joventut d'Andhra) o la Samaikyandhra Parirakshana Samithi (Associació per la Conservació de l'Andhra Unit). La bandera del partit fou vertical verd, groc i vermell, amb el mapa de l'estat d'Andhra abans de la partició en línia negra.